# Journal of Quantitative Spectroscopy & Radiative Transfer
Journal of Quantitative Spectroscopy & Radiative Transfer (abrégé en J. Quant. Spectrosc. Radiat. Transf.) est une revue scientifique à comité de lecture qui publie des articles de revue dans le domaine de la spectroscopie et du transfert radiatif.
D'après le Journal Citation Reports, le facteur d'impact de ce journal était de 2,419 en 2016. Actuellement, les directeurs de publication sont Peter Bernath, M. Pinar Mengüç and Michael I. Mishchenko.